# Samsung Galaxy A24
Il Samsung Galaxy A24 è uno smartphone di fascia medio-bassa prodotto da Samsung, facente parte della serie Samsung Galaxy A.

## Caratteristiche tecniche

### Hardware
Il Galaxy A24 è uno smartphone con form factor di tipo slate, le cui dimensioni sono di 162.1 x 77.6 x 8.3 millimetri e pesa 195 grammi. Il frame laterale ed il retro sono in plastica.
Il dispositivo è dotato di connettività GSM, HSPA, LTE, di Wi-Fi 802.11 a/b/g/n/ac con supporto a Wi-Fi Direct ed hotspot, di Bluetooth 5.3 con A2DP e LE, di GPS con GLONASS, GALILEO e QZSS, NFC (in base al mercato/regione). Ha una porta USB-C 2.0 ed un ingresso per jack audio da 3,5 mm.
Presenta uno schermo touchscreen capacitivo da 6,5 pollici di diagonale, di tipo Super AMOLED, frequenza d'aggiornamento a 90 Hz e picco di luminosità a 1000 nits, con aspect ratio 19.5:9, angoli arrotondati e risoluzione Full HD+ 1080 x 2340 pixel (densità di 396 pixel per pollice). Il dispositivo è stato commercializzato sia in versione mono che dual SIM.
La batteria ai polimeri di litio da 5000 mAh non è removibile dall'utente. La ricarica è 25 W con cavo.
Il chipset è un MediaTek MT8781 Helio G99. La memoria interna è di 128 GB, mentre la RAM è di 4, 6 o 8 GB (in base alla versione scelta).
La fotocamera posteriore ha 3 sensori, uno principale da 50 MP con apertura f/1.8, uno grandangolare a 123° da 5 MP e f/2.2 ed uno da 2 MP macro con f/2.4, è dotata di autofocus, HDR e flash LED, in grado di registrare al massimo video Full HD a 30 fotogrammi al secondo, mentre la fotocamera anteriore è da 13 MP con apertura f/2.2 e registrazione video massimo video in Full HD a 30 fps.

### Software
Il sistema operativo è Android 13. Ha l'interfaccia utente personalizzata One UI 5.1.